# Moncigoli
Moncigoli è una frazione del comune di Fivizzano, in provincia di Massa-Carrara.

## Geografia fisica
Moncigoli è situata nella regione storica della Lunigiana, nella vallata del torrente Rosaro. Sorge a 5 km a sud-ovest del capoluogo comunale Fivizzano.

## Storia
Nei dintorni di Moncigoli, all'inizio del secolo scorso, sono state trovate due statue stele, del gruppo A, cioè del tipo più antico e meno antropomorfizzato, con il caratteristico viso a forma di U, entrambe di genere femminile. Queste sculture costituiscono una delle prime forme di manifestazione artistico-religiosa in Lunigiana e testimoniano come - nel periodo che va dal 3000 a.C. al 2500 a.C. - già esistesse in questi luoghi una prima comunità.
Il primo documento in cui viene citato il nome di Moncigoli riguarda il suo Castello e porta la data del 1078. Questo è l'atto relativo all'incastellamento di Soliera ed è stipulato tra il Vescovo di Luni, Guido II, e Rodolfo di Casola del ramo dei Bianchi d'Erberia.
Il 29 luglio 1185 le ville di Moncigoli, Agnino e Ceserano ed il castello di Soliera vennero concessi al vescovo di Luni con diploma dell'imperatore Federico I.
Si può sicuramente pensare che esistesse anche una comunità che abitava nel castello, e questa doveva essere abbastanza grande ed importante perché si trovano atti di diversi notai in Lunigiana che provenivano da Moncigoli, come Benvenuto (1201), Nicolosio (1250), Gerardo (1250), Buonaguido (1306), Guglielmo di Gio (1330).

## Monumenti e luoghi d'interesse
- Chiesa di Santa Maria Maddalena
- Oratorio della Madonna della Tosse
- Resti delle mura medioevali